# 比尼萨莱姆
比尼萨莱姆（西班牙語：Binisalem）是西班牙巴利阿里群岛的一个市镇。总面积30平方公里，总人口5166人（2001年），人口密度172人/平方公里。